# Марунька (приток Белки)
Марунька (укр. Марунька) — река в пределах Львовского района Львовской области, Украина. Левый приток реки Белка (бассейн Вислы).
Длина реки 14 км, площадь бассейна 65 км². Русло слабоизвилистое, в нижнем течении выпрямленное и канализированное. Построены несколько прудов, в частности Винниковское озеро.
Истоки расположены на восточной окраине города Львова (в районе Майоровки), в пределах Львовского плато. Исток реки образуют два ручейка, имеющих форму «вил». Они на всём протяжении текут лесом, вплоть до слияния перед Винниковского озером. За озером долина реки расширяется до 1 км. Течение медленное, дно долины плоское и широкое. Долина почти по всей длине реки заболочена. Правый её склон расчленён долинами притоков — рек Волица, Бережанка и потока Марущак. Сначала течёт между холмами Винниковского лесопарка на юго-восток, затем через город Винники, далее — на восток в пределах Грядового Побужья (между Винниковской и Дмитровицкой грядами). Впадает в Белку севернее села Чижиков.